# Francesco Maria Guazzo
Francesco Maria Guazzo, também conhecido como Guaccio e como Guaccius (15??-16??), foi um sacerdote italiano em Milão. Ele escreveu um livro chamado de Compendium Maleficarum (Compendium das bruxas), no qual ele citou numerosos especialistas no assunto, dentre os quais Nicolas Rémy.
Ele descreveu as onze formulas ou cerimônias que antecedem o voto à Satã, supostamente necessário para participar do Sabbat. Além disso, Guazzo deu descrições detalhadas sobre as relações sexuais entre homens e sucubi
, bem como entre mulheres e incubi.
Guazzo estabeleceu também uma classificação dos demônios, inspirado pela obra anterior de Miguel Pselo.
Guazzo tinha experiência em primeira mão da prática de feitiçaria, viajando bastante, sendo altamente considerado quanto a pessoas estarem possuídas por demónios e respetivas curas.
Durante a sua vida terá efetuado vários exorcismos, incluindo membros de várias famílias ducais e principescas, nomeadamente o Cardeal Carlos de Lorena-Guise (que diziam enfeitiçado) e o seu parente, Erico, Bispo de Verdun.
Noutra ocasião, Guazzo foi chamado a Dusseldórfia para exorcisar o duque João Guilherme de Jülich-Cleves-Berg (1562–1609), considerado louco. Guazzo diagnosticou-lhe "posse pelo demónio" mas, no verão de 1604, após cinco meses de tentativas de cura espiritual, sem sucesso, alterou o diagnóstico para "feitiço" como causa da doença mental do pobre duque. Guazzo fora enviado a Dusseldórfia pelo duque Carlos III da Lorena, sogro de João Guilherme e parente do Cardeal Carlos de Lorena-Guise (que Guazzo já exorcisara), em nome da sua filha Antonieta de Lorena (1569–1610), casada com o Duque João Guiilherme.

## Principais obras
- Compendium Maleficarum [3]